# Cochlostoma apricum
Cochlostoma apricum is een slakkensoort uit de familie van de Megalomastomatidae. De wetenschappelijke naam van de soort is voor het eerst geldig gepubliceerd in 1847 door Mousson.